# Thomas Nagel (filosof)
Thomas Nagel (født 4. juli 1937) er en amerikansk filosof. Han er universitetsprofessor i filosofi og jura emeritus ved New York University, hvor han underviste fra 1980 til 2016. Hans vigtigste filosofiske interesseområder er juridisk filosofi, politisk filosofi og etik.
Nagel er kendt for sin kritik af materielle reduktionistiske teorier om bevidsthed, især i sit essay "Hvad er det at være en flagermus?" (1974), og for hans bidrag til liberal moralsk og politisk teori i The Possibility of Altruism (1970) og efterfølgende skrifter. Han fortsatte kritikken af reduktionismen i Mind and Cosmos (2012), hvori han argumenterer imod det neo-darwinistiske syn på bevidstheden.
Nagels essay Hvordan er det at være en flagermus? er udgivet på dansk på forlaget Mindspace med en introduktion ved Oliver Kauffmann.

## Filosofi i hovedtræk
Moralfilosofi: Nagel er kendt for sit arbejde inden for moralfilosofi, især hans essay The View from Nowhere. I dette værk udforsker han spørgsmål om etikkens natur, objektiviteten af moralske værdier og spændingen mellem vores subjektive, personlige synspunkter og en mere objektiv, upartisk perspektiv. Nagel argumenterer for eksistensen af objektive moralske værdier og anerkender udfordringerne ved at forene dem med vores individuelle perspektiver.
Bevidsthedsfilosofi: Nagel har ydet betydelige bidrag til bevidsthedsfilosofien. Hans essay "Hvordan er det at være en flagermus?" er et klassisk værk inden for området og beskæftiger sig med bevidsthedsproblemet. Nagel argumenterer for, at der er noget at være, når man er et bevidst væsen, og at subjektiv oplevelse rejser en unik udfordring i forståelsen af sind-krop-problemet.
Kritik af reduktionisme: Nagel er kritisk over for reduktionistiske tilgange, især inden for bevidsthedsfilosofi. Han hævder, at reduktionen af bevidst oplevelse, såsom følelser eller kvalia, til fysiske processer er utilstrækkelig, da den overser den unikke subjektive karakter af disse oplevelser.

## Værker på engelsk
- Nagel, Thomas (1970). The possibility of altruism. Princeton, N.J: Oxford University Press
- Nagel, Thomas (1986). The view from nowhere. New York: Oxford University Press.
- Nagel, Thomas (2002). Concealment and exposure: and other essays. Oxford New York: Oxford University Press

## Bøger i dansk oversættelse
- Nagel, Thomas (2018): Hvordan er det at være en flagermus? Kbh.: Mindspace. Introduktion ved Oliver Kauffmann